# NGC 445
NGC 445 è una galassia lenticolare situata nella costellazione della Balena.
Fu scoperta il 23 ottobre 1864 da Albert Marth.